# Mohamed Saqr
Mohamed Saqr Ahmed (Dakar, 17 maggio 1981) è un ex calciatore qatariota, di ruolo portiere.

## Palmarès

### Al-Sadd
AFC Champions League:1
- Vittoria: 2011

Qatar Stars Cup:1
- Vittoria: 2010-11

Qatar Sheikh Jassem Cup:1
- Vittoria: 2007

Qatar Crown Prince Cup:3
- Vittoria: 2006, 2007, 2008

Emir of Qatar Cup:2
- Vittoria: 2005, 2007

Qatar Stars League:3
- Vittoria: 2003-04, 2005–06, 2006–07

### Nazionale
- Giochi asiatici: 1

2006